# José Antonio Gurriarán

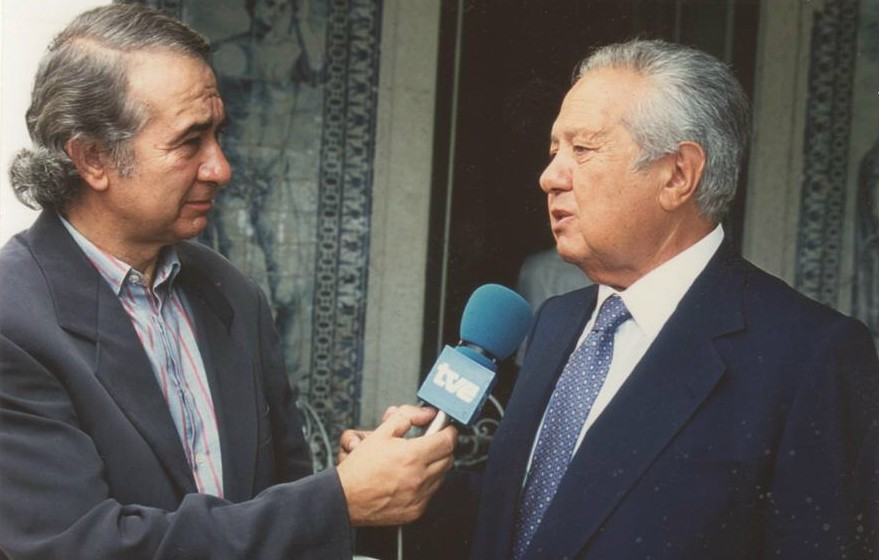
José António Gurriarán entrevistando Mário Soares

José Antonio Gurriarán López (El Barco de Valdeorras, 7 de julho de 1938 – Madrid, 31 de março de 2019) foi um jornalista e escritor espanhol.

## Biografia
Na sua localidade natal O Barco de Valdeorras, viveu a sua infância e juventude e iniciou-se como jornalista, com esporádicas colaborações no jornal Sil e na estação de rádio Ondas do Sil. Foi para Salamanca estudar na escola secundária, e a Madrid para estudar jornalismo e direito. Realizou os  seus primeiros trabalhos jornalísticos na agência Hispania Press: página de Madri A Noite —reportagens escritas e rádio—. Entrou no diário O Alcázar, onde foi redactor de acontecimentos, chefe de secção e enviado especial a lugares diversos, de Espanha e do estrangeiro: viagens do papa Pablo VI a Fátima e Pomezia, à Índia —onde entrevistou a Indira Gandhi e fez várias reportagens pelo país—, Nova York, Dallas, Fort Worth, Texas: investigação sobre a morte de John F. Kennedy, entrevistou os assessores do presidente assassinado, ao seu substituto Lyndon B. Johnson, a Marina Oswald, ao sheriff Bill Decker, etc.
Passou por Teleradio ―artigos e entrevistas― e pela revista La Semana dirigida por Jesús María Zuloaga, quando era revista de informação: realizou entrevistas a Salvador Dalí, aos duques de Windsor, a Jacqueline Kennedy, etc. Após  um ano e meio como diretor do Diário Montañés ingressou no diário Pueblo  como redactor chefe; será depois subdirector e diretor e cobrirá diferentes acontecimentos mundiais: entrevistas com Neil Armstrong —o primeiro homem que pisou a Lua—, Juan Domingo Perón —expresidente argentino—, Diego Maradona —futebolista argentino—, Jean-Paul Belmondo —actor francês—, etc. Foi também diretor da edição espanhola da publicação internacional Revista National Geographic, apresentada em Madrid no dia 23 de dezembro de 1976.
Na Televisão Espanhola ocupou cargos diretivos, fez viagens às repúblicas iberoamericanas, a União Soviética, Europa, e entrevistas e reportagens: primeira entrevista a Felipe de Borbón, atual rei de Espanha, quando era o príncipe de Astúrias e estudava em Lakefield (Canadá), aos presidentes chilenos Eduardo Frei e Ricardo Lagos, e ao presidente argentino Raúl Alfonsín.

### A bomba
No dia 27 de novembro de 1980, quando José Antonio Gurriarán saía do edifício do jornal diário Pueblo, pensava ir ao cinema ver um filme de Woody Allen e enquanto caminhava pela Gran Vía de Madrid, ouviu uma grande explosão. Com a sua curiosidade e afán profissional aproximou-se para vê-lo: tinha explodido a fachada de Swissair. Entrou então numa cabine de telefone próxima para chamar o fotógrafo do seu jornal e nesse preciso momento explodiu outra bomba, mas a seus pés. Nesse atentado houve nove feridos, entre eles José Antonio Gurriarán. Tinha sido um atentado armenio executado pelo ESALA (Exército Secreto Armenio para a Libertação de Armenia).
Ainda no hospital ―onde lutou para salvar as suas pernas― começou a ler livros e materiais sobre o caso e a história dos armenios. Tão cedo como saiu do hospital, José Antonio quis conhecer pessoalmente quem tinha perpetrado o atentado.
Um ano depois, em 1982, em Líbano, encontrou aos líderes do ESALA e reuniu-se com eles. Os militantes tinham a cabeça tapada com um capuz para nao serem reconhecios e durante a entrevista nunca deixaram os fuzis Kaláshnikov. O jornalista deu-lhes um presente ―um livro do pacifista estadounidense assassinado Martin Luther King― ao líder do grupo armenio, para que pensasse no caminho que tinha elegido. A Bomba, que foi traduzido ao armenio e ao francês teve grande repercussão internacional. Em maio de 2015 o diretor de cinema Robert Guédiguian apresentou no Festival de Cannes o filme Une histoire de fou [Uma história de loucos], baseada neste livro.

### Correspondente pelo mundo
Depois de oito anos como correspondente de TVE em Lisboa, entrou na Rádio e Televisão de Andaluzia (RTVA) como diretor de Telejornais e foi nomeado, depois, diretor de um segundo canal que ele criou; fundou o espaço Andaluzia direto, contratou a Jesús Quintero —que estava  afastado dos ecrãs —; fez um noticiário que apresentava, por primeira vez, uma cega: Nuria do Saz. Como jornalista e deficiente fisico que era, devido às consequências do atentado, sentiu-se especialmente orgulhoso deste facto: Nuria continuou com notável sucesso a sua função como apresentadora e jornalista durante muitos anos após a nomeação.
Cansado do trabalho administrativos, pediu ir como correspondente à delegação de Bruxelas, onde esteve durante quatro anos. Visitou os 25 países membros, cobriu o Parlamento Europeu de Estrasburgo, os conselhos de ministros de Luxemburgo, as cimeiras comunitárias e quantos viajes pôde da troika comunitária —presidente em funções da União Européia, da Comissão Européia e responsável pela política exterior— e viajou com eles de Índia a Paquistão, de Síria a Líbano, da antiga Jugoslávia a Estónia, de Afeganistão à República Checa, etc. O clima de Bruxelas, aliado com as secuelas da bomba, criam-lhe problemas de saúde e, depois de dezassete anos, regressa a Madrid, onde viveu até sua morte.

## Em televisão

### TVE
- diretor anexo à Direcção dos Serviços Informativos
- diretor do telejornal do canal 2, apresentado por Joaquín Arozamena
- diretor do telejornal Fim de Semana, apresentado por Luis Carandel
- secretário geral TVE
- chefe de imprensa de TVE
- correspondente de RTVE e RNE em Lisboa

### Canal Sur TV
- diretor dos Serviços Informativos
- fundador e diretor do Canal 2
- diretor e presentador do programa de entrevistas Contrapunto
- correspondente da RTVA em Bruxelas.

### Rádio
- correspondente de RNE em Lisboa
- colaborador das manhãs de Rádio 1 (de Alejo García).
- colaborador das tertulias (de Luis do Olmo).
- correspondente de Canal Sur Rádio em Bruxelas

### Imprensa
- diretor de Pueblo ( até seu fecho em 1984)
- diretor do Socialista Clandestino
- diretor O Diário Montañés de Santander
- diretor Anexo do último Acima
- diretor Revista Geografia Universal, edic. espanhola
- redator de Teleradio e Semana.
- colaborador do diário Madrid (página «Madrid, a noite»).
- redator e chefe de secção do Alcazar
- redator e chefe de secção de Novo Diário.

## Livros publicados
- A Índia, mundo aparte (Edições Joker).
- 1972: Cairá Além? (Editora Dopesa): a difícil experiência do socialismo democrático, num Chile rodeado de ditaduras e com problemas internos e externos, com entrevistas com Allende e os seus ministros e os líderes da oposição do país andino.
- 1974: Evasão (Editora Busma): entrevista com Victoriano Corral, Julián o Louco, o “Papillón espanhol”, sobre o ambiente que lhe rodeava e conduziu à prisao e às suas 27 fugas delas.
- 1985: Chile, O Caso do General (Editora O País Aguilar): o referendo que deixou a Augusto Pinochet sem a presidência.
- 1982: A Bomba (Editora Planeta), um não rotundo à destruição e à morte e um viva à vida: o autor procura por França, Estados Unidos, Alemanha e Líbano os três membros do Exército Secreto para a Libertação de Armenia que colocaram uma bomba numa cabine da madrilenha Praça de Espanha e lhe deixaram ferido ). O livro "A Bomba" foi reeditado em Armenia (2010-Sirar Edições) em França(2015-Editions Thaddée). Actualmente existe em Amazon uma edição em espanhol.
- 1998: Lisboa, cidade inesquecível (editorial Limite Visual), guia cultural de 400 páginas, apresentada na Câmara Municipal de Lisboa pelo seu presidente, com o prólogo do ex presidente da Replública Mário Soares e guia semioficial da Expo 98.
- 2000: O Rei em Estoril (Editora Planeta, e Edições Dom Quixote, Portugal): a infância e juventude de dom Juan Carlos no exílio português, através da sua família, amigos e vizinhos, com documentos e dados da época em que Estoril era um ninho de espiões alemães e aliados, as relações da família real espanhola com o ditador Salazar, com o embaixador Nicolás Franco e com o próprio Francisco Franco.
- 2009: Armenios, o genocídio esquecido (Editora Espasa Calpe), seu segundo livro sobre Armenia, que em 2010 publica em russo a editorial Symposium, de San Petersburgo.[6][7]
- 2014: Goya: Paixão e Morte (Amazon.com) Centrado no triângulo Goya-Cayetana de Alba-e a Inquisiciao. O livro é uma biografia novelada dos factos mais escuros e surpreendentes na vida do pintor espanhol, contada por este a Gerard, um jovem passageiro da carroagem postal de Burdeos-Bayona que fala em língua de surdos. Com ele rompe o seu silêncio de surdo profundo e começa uma amizade de 4 anos, os seus anos de exílio em França. A viagem da carruagem são o fio condutor do relato. Nos seus bancos e entre as janelas, desfilam os amores apaixonados de Francisco de Goya e a duquesa de Alba na Andaluzia e Madrid, a morte misteriosa desta, as suspeitas do seu envenenamiento e o encarrego de Carlos III a Godoy de uma comissão investigadora.
- 2015: As Mulheres do Monte (Editora Galaxia). Primeiro e único livro do autor editado em galego. Trata-se do resultado da pesquisa e investigação de vários anos sobre a época da posterior à guerra civil espanhola e as lembranças do próprio autor durante sua infância na Galiza, mais concretamente na terra, O Barco de Valdeorras. José Antonio Gurriarán conta-nos, através de suas personagens com nomes e apellidos, o que passou com algumas mulheres que foram torturadas, perseguidas e que tiveram de fugir para as montanhas onde encontraram refugio entre os fugitivos republicanos, os chamados "maquis".Referências

1. ↑  «Fallece el periodista de TVE José Antonio Gurriarán a los 80 años». 31 de marzo de 2019 Verifique data em: |data= (ajuda)
2. ↑  Jansa, Mercedes (1 de abril de 2019). «Muere José Antonio Gurriarán, tenacidad ante todo». El País (em espanhol). ISSN 1134-6582. Consultado em 31 de marzo de 2019 Verifique data em: |acessodata= (ajuda)
3. ↑  EFE (31 de marzo de 2019). «Fallece el periodista de TVE José Antonio Gurriarán a los 80 años». www.diariovasco.com (em espanhol). Consultado em 31 de marzo de 2019. Cópia arquivada em 31 de marzo de 2019 Verifique data em: |acessodata=, |arquivodata=, |data= (ajuda)
4. 1 2 3 4 5 6  Página oficial del periodista José Antonio Gurriarán. Es notable la ausencia de fechas y cronología.
5. 1 2 3  «José Antonio Gurriarán: periodismo a prueba de bomba», artículo en el sitio web Espacios Europeos.
6. ↑  «José Antonio Gurriarán: “El egoísmo internacional es el principal culpable de que el genocidio armenio se olvide”» Erro na predefinição wayback: Verifique |url= value. Vazio., artículo en el sitio web Noticias Comunidad Armenia.
7. ↑  «José Antonio Gurriarán: “No deben firmarse acuerdos con Turquía en tanto no haya un reconocimiento del Genocidio”», artículo en el sitio web Ujasur.org, del 6 de mayo de 2010; consultado el 31 de enero de 2012.

8. https://www.periodistadigital.com/periodismo/prensa/20140422/jose-antonio-gurriaran-cierre-medios-publicos-apunta-gran-hermano-berlusconizado-noticia-689400833203/
9. https://elpais.com/sociedad/2019/03/31/actualidad/1554069155_211038.html